# Il segno della croce (film)
Il segno della croce (The Sign of the Cross) è un film del 1932 diretto da Cecil B. DeMille e ispirato all'omonimo dramma di Wilson Barrett.

## Trama
Schiavo della sua stessa pazzia, l'imperatore Nerone incendia Roma e, compiaciuto, canta con la sua lira dinanzi al terribile spettacolo della città in fiamme. Pur di evitare complicazioni ordina al fedele Tigellino, prefetto dei pretoriani, di arrestare i cristiani e far credere al popolo che siano essi fautori dell'incendio.
La giovane Marzia, un'orfana i cui genitori sono stati uccisi per difendere il proprio credo, vive col piccolo Stefano, anch'egli orfano, sotto la tutela del precettore Favio, anch'egli cristiano. Quest'ultimo, mentre accoglie Tito, un predicatore venuto da Gerusalemme e stretto collaboratore dell'apostolo Paolo, viene catturato da alcuni energumeni desiderosi di accaparrarsi la taglia destinata a chi denuncia i cristiani, avendolo riconosciuto come tale a causa del segnale dato a Tito, un segno di croce. Marzia corre a difendere il vecchio precettore e in suo aiuto sopraggiunge il prefetto della città di Roma, Marco Superbo, che libera i due cristiani per compiacere la giovane, della quale si è invaghito.
Tigellino, avvertito dell'accaduto, crede che Marco Superbo, del quale desidera ottenere la carica, sia un traditore dell'imperatore. Dopo un incontro con questi, nel quale lo invita a seguire le norme di legge promulgate da Nerone, invia un suo luogotenente dal fornaio presso il quale Marzia compra ogni giorno il pane per farla catturare e costringerla a confessare il luogo in cui i cristiani si riuniscono. Nella trappola cade invece il giovane Stefano che, interrogato dal prefetto del pretorio, è costretto a parlare a causa delle tremende torture (gli vengono stirate le carni con dei ferri roventi) rivelando così la prossima riunione dei cristiani. Marco Superbo, che aveva ricevuto la notizia di quella cattura da Marzia stessa, presso la quale si era recato, corre a soccorrere Stefano ma è ormai troppo tardi: Tigellino e i suoi pretoriani sono già diretti verso il luogo del raduno.
Deciso a salvare i cristiani, Marco cerca di raggiungerli con uno squadrone dei suoi uomini, ma a causa d'un incidente con l'imperatrice Poppea, alla quale distrugge la lettiga, è costretto a fermarsi per porgerle le sue scuse. La donna si dimostra assai attratta da lui. I cristiani ascoltano intanto la predicazione di Tito, il quale viene ferito a morte da una freccia. Tigellino e i suoi soldati hanno infatti assaltato il luogo della riunione, massacrando parecchi cristiani e arrestando gli altri. Favio stesso muore fra le braccia di Marzia, anch'essa condotta in prigione nonostante le proteste di Marco Superbo.
Poppea manda a chiamare il giovane soldato, che vuole conquistare ad ogni costo, ma scopre da questi il suo amore per Marzia. Tigellino intanto diffama Marco davanti a Nerone, affermando che vuole tradirlo. Poppea lo convince del contrario: è innocente e difende i cristiani solo perché ama una di loro. Unico modo per ottenere la sua fedeltà: eliminare la fanciulla che ama.
Mentre a palazzo si sta svolgendo un sontuoso banchetto, Marco invia nelle sue camere la giovane Marzia. Le chiede di abbandonare il suo credo e unirsi a lui come sposa, in tal modo potrà scampare alla condanna. La giovane rifiuta risolutamente di ascoltarlo per non tradire i suoi correligionari e non macchiarsi l'anima col peccato. A peggiorare la situazione l'intrusione di alcuni patrizi ubriachi e ancor più parecchie viziose matrone che cominciano a prenderla in giro, gioco al quale partecipa lo stesso Marco che ordina a una di loro, una sacerdotessa di Eros, di esibirsi in un voluttuoso rituale danzato sperando di far pervertire la sua giovane fiamma. Il rito è però interrotto dai cristiani stessi, che in prigione cantano i loro inni.

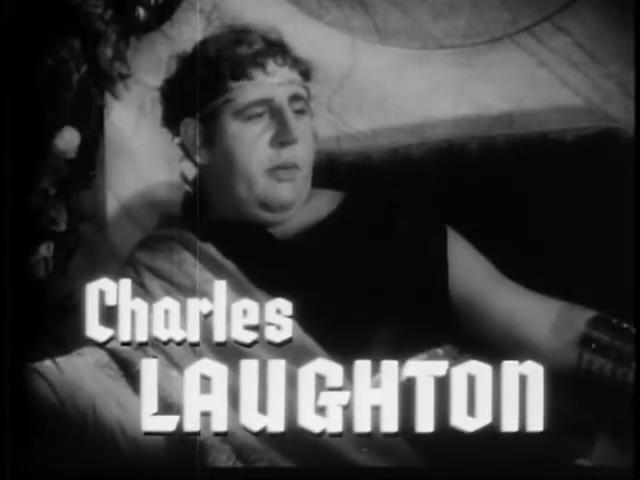
Charles Laughton (Nerone) nel trailer

La sacerdotessa riprende la sua danza cercando di stregare Marzia, ma il canto dei cristiani si fa sempre più forte, la giovane sempre più risoluta a non cedere. Marco, vedendo come tutto ciò sia inutile, scaccia i patrizi ma non volendo perdere l'amata cerca di convincerla con la forza, vuol farle comprendere che il suo credo è solo una farsa, che Roma durerà in eterno. Cerca perfino di farle del male quando l'intervento d'uno squadrone di pretoriani, guidato dallo stesso Tigellino, lo ferma: Marzia morirà con gli altri cristiani, Nerone stesso lo ordina. La giovane viene condotta via e Marco non può far nulla. L'ombra del suo portale crea per terra il simbolo d'una croce, il soldato ne è terrorizzato.
Marco corre al tribunale di Nerone chiedendo la liberazione dell'amata, sfidando perfino l'imperatore il quale, secondo la giustizia di Roma, e aizzato da Poppea, non vuole che essa si salvi. Viene allestito il circo imperiale per i prossimi spettacoli nei quali i cristiani saranno martirizzati. Chiusi in prigione, essi pregano chiedendo la forza per affrontare la morte. Cominciano i giochi circensi: incontro fra gladiatori, pugili, gladiatori contro fiere, barbare e pigmei africani; alcuni cristiani vengono schiacciati dagli elefanti, altri uccisi dalle tigri, un uomo tenta di lottare contro un toro ma ne viene ucciso (riferimento all'Ursus di Quo vadis?, che però si salva), una giovane cristiana viene data in pasto ai coccodrilli, un'altra diviene vittima d'un gorilla.
È il turno del gruppo di Marzia, i cristiani vengono condotti nell'arena per essere sbranati dai leoni; Marzia morirà per ultima. Sostiene nel martirio Stefano, che ama come un fratello, e quando anche questi viene condotto via, attende la sua fine. Marco si reca in prigione e cerca di convincerla per l'ultima volta a rinnegare il suo credo e salvarsi. Deciso a non perderla, Marco preferisce morire con lei. Marzia gli rivela che in paradiso potranno amarsi in eterno, insieme si recano sorridenti verso il martirio. Nella porta che si chiude al loro passaggio appare luminoso un segno di croce.

## Censura
Il film è particolarmente ricordato per la strenua opposizione mossa da parte dei puritani dell'epoca, a causa dell'implicito erotismo di alcune sequenze, basti citare la famosissima scena di Claudette Colbert che, nei panni dell'imperatrice Poppea, fa il bagno interamente nuda in una vasca colma di vero latte d'asina, il cui odore fece svenire l'attrice diverse volte. Ritenuta offensiva e oscena, la sequenza fu censurata nel 1944 quando DeMille rilasciò una seconda versione del film, ridotta di circa un'ora rispetto agli originali 124 minuti.
Nella versione del 1944 venne aggiunto un lungo prologo ambientato negli Stati Uniti dell'epoca, ma vennero eliminate parecchie scene ritenute brutali e osé: il già citato bagno di Poppea; la danza della sacerdotessa lesbica; parecchie scene riguardanti i martirii dei cristiani, in particolare le più violente (come la giovane divorata dai coccodrilli o quella, probabilmente stuprata, da un gorilla inferocito). Solo in tempo recenti è tornata alla luce la versione integrale del film, libera dalle censure del 1944.

## Doppiaggio
Il film fu doppiato nel 1931 presso gli studi della Paramount a Joinville in Francia da un gruppo di attori italiani arrivati negli studi di sincronizzazione per la versione di vari film in italiano, con la voce di Franco Schirato a doppiare quella di Fredric March.
Venne quindi ridoppiato nel secondo dopoguerra dagli attori della C.D.C.